# Finnischer Fußballpokal 1992
Der Finnische Fußballpokal 1992 (finnisch Suomen Cup 1992) war die 38. Austragung des finnischen Pokalwettbewerbs. Er wurde vom finnischen Fußballverband ausgetragen. Das Finale fand am 9. Juli 1992 im Olympiastadion Helsinki statt.
Pokalsieger wurde zum ersten Mal Myllykosken Pallo -47. Das Team setzte sich im Finale gegen FF Jaro durch und qualifizierte sich damit für den Europapokal der Pokalsieger. Titelverteidiger Turku PS war in der 6. Runde gegen Haka Valkeakoski ausgeschieden.
Alle Begegnungen wurden in einem Spiel ausgetragen. Bei unentschiedenem Ausgang wurde das Spiel um zweimal 15 Minuten verlängert. Stand danach kein Sieger fest, folgte ein Elfmeterschießen.

## Teilnehmende Teams
Die Teilnahme war freiwillig. Insgesamt 253 Mannschaften hatten für den Pokalwettbewerb gemeldet. Die Zweitligisten stiegen in der 4. Runde ein, die Erstligisten in der 5. Runde.
| Runde         | Zugänge | Sieger der letzten Runde | Spiele / Sieger |
| ------------- | ------- | ------------------------ | --------------- |
| 1. Runde      | 2280    | –                        | 1140            |
| 2. Runde      | 02      | 1140                     | 58              |
| 3. Runde      | –       | 58                       | 29              |
| 4. Runde      | 11      | 29                       | 20              |
| 5. Runde      | 12      | 20                       | 16              |
| 6. Runde      | –       | 16                       | 08              |
| Viertelfinale | –       | 08                       | 04              |
| Halbfinale    | –       | 04                       | 02              |
| Finale        | –       | 02                       | 01              |
| Gesamt        | 2530    |                          | 2520            |

## 1. Runde
|                              | Ergebnis                |                                 |
| ---------------------------- | ----------------------- | ------------------------------- |
| SexyPöxyt                    | 1:2                     | BK-46 Karis                     |
| Vantaan Veturi               | 00:10                   | Järvenpään PS                   |
| ÅIF Helsinki                 | 1:7                     | Malmin Palloseura               |
| FC Norssi Helsinki           | 0:3 n. V.               | Hyvinkään Palloseura            |
| Helsingfors IFK              | 03:0 1                  | Hangö IK                        |
| Esbo IF                      | 00:11                   | Esbo BK                         |
| FC Viikingit                 | 4:2                     | FC Ogeli                        |
| Zenith Myllypuro             | 1:0                     | FC Nokia                        |
| FC Grani Rowdies             | 0:7                     | PK-35 Helsinki                  |
| Karkkilan Urheilijat         | 7:2                     | FC Topparit                     |
| Käpylän Pallo                | 2:3                     | FC Espoo                        |
| Kontulan Urheilijat -72      | 2:4                     | Vantaan Pallo-70                |
| Malmin Pallo                 | 2:1                     | FC Kasiysi Espoo                |
| Metsälän Valo                | 00:12                   | Suurmetsän Urheilijat           |
| Puistolan Urheilijat         | 2:1                     | Tuuba-85 Helsinki               |
| Nummelan Palloseura          | 1:2                     | Lohjan Pallo                    |
| IF Sibbo-Vargarna            | 1:2                     | Helsinki United                 |
| IKHTYS Helsinki              | 1:3 n. V.               | Laajasalon Palloseura           |
| Järvenpään-83 PS             | 2:5                     | Porvoon Akilles                 |
| FC Canon Helsinki            | 2:4                     | Tikkurilan PS                   |
| Horman Hiisi Lohja           | 0:1                     | IF Gnistan                      |
| Olarin Tarmo-77              | 0:7                     | FC Kirkkonummi                  |
| Keravan Pallo-75             | 3:2 n. V.               | Honka-91 Espoo                  |
| Helsingin Johanneksen Dynamo | 4:0                     | FC Kiffen 08 Helsinki           |
| Käpylän Urheilu-Veikot       | 0:4                     | Helsingin Ponnistus             |
| Hopsi Helsinki               | 1:5                     | Puotinkylän Valtti              |
| Helsingin Kullervo           | 0:1                     | Grankulla IFK                   |
| Hangö AIK                    | 0:1                     | Leppävaaran Pallo               |
| FC Piikkiö                   | 00:3 2                  | Turun Weikot                    |
| Someron Voima                | 4:2                     | Lievestuoren Toive              |
| Piikkiön Palloseura          | 0:1                     | Uudenkaupungin Roima            |
| Team-82 Parainen             | 0:1                     | Toukolan Teräs                  |
| Uotilan Työväen Urheilijat   | 3:0                     | Huhtamon Nuorisoseura           |
| Raision Palloseura           | 0:1                     | Euran Pallo                     |
| Musan Salama                 | 0:3                     | Rauman Pallo                    |
| Pihlavan Tyoväen Urheilijat  | 3:4                     | Porin Palloilijat               |
| Raisio Futis                 | 0:1                     | ÅIFK Turku                      |
| Perniön Urheilijat           | 0:2                     | Paimion Haka                    |
| Kaarinan Pojat               | 0:5                     | Turun Toverit                   |
| Turun Nahkakuula-75          | 3:0                     | Naantalin VG-62                 |
| Harjavallan Pallo            | 00:3 3                  | Viialan Peli-Veikot             |
| Hämeenlinnan Härmä           | 0:2                     | Sääksjärven Loiske              |
| Jokioisten Pallo-67          | 1:7                     | Riihimäen Palloseura            |
| Urjalan Palloseura           | 2:7                     | Soccer Club Blue Bulls          |
| Hämeenlinnan Pallokerho      | 1:1 n. V. (6:7 i. E.)   | Tervakosken Pato                |
| Iittalan Pallo               | 3:2                     | Pekolan Isku                    |
| Lahden City Stars            | 00:3 4                  | Seiskat Lahti                   |
| Liipolan Kisa                | 8:2                     | Jalkapalloseura Stars Lahti     |
| Altair Lahti                 | 6:1                     | Orimattilan Toive               |
| Orimattilan Pedot            | 5:5 n. V. (8:7 i. E.)   | Nastolan Nopsa                  |
| Mäntsälän Urheilijat         | 0:4                     | Lahden Työväen Palloilijat      |
| Ylöjärven Ryhti              | 1:0 n. V.               | Pormestarinluodon Salama        |
| Haukiputaan Pallo            | 0:4                     | Tampereen Kisa-Toverit          |
| Paltsarit Tampere            | 4:1                     | Tampereen-Viipurin Ilves Kissat |
| Pertunmaan Ponnistajat       | 4:1                     | Kiimingin King Kongs            |
| Nokian Pyry JK               | 1:1 n. V. (5:4 i. E.)   | Valkeakosken Koskenpojat        |
| Kangasalan Voitto            | 01:10                   | FC Tampere                      |
| Messukylän Toverit           | 3:2                     | FC Python Tampere               |
| Tammerfors BK                | 0:5                     | Tampereen Palloilijat           |
| Akaan Pallo                  | 8:1                     | Haukila SV Valkeakoski          |
| Kanavan Pallo-80             | 1:5                     | Toijalan Pallo -49              |
| Mänttän Valo                 | 2:5                     | PP-70 Tampere                   |
| Ekumeeninen Pallo            | 1:3                     | Hirsilän Pyrkiä                 |
| PS-44 Valkeakoski            | 1:5 n. V.               | Tampereen Pallo-Veikot          |
| PEPO Lappeenranta            | 4:2                     | Joutseno United                 |
| Kotajärven Pallo             | 0:1                     | Savitaipaleen Urheilijat        |
| Hiirolan Haka                | 00:3 5                  | Savilahden Urheilijat           |
| Roukolahden Raju             | 1:4                     | Otavan Viesti                   |
| Mikkelin Kissat              | 2:0 n. V.               | Lappeenrannan Pallo             |
| Kangasniemen Palloilijat     | 2:0                     | Kulennoisten Pallo              |
| Haminan Pallo-Kissat         | 8:0                     | Atletico Malmi                  |
| Mussalon Oras                | 0:6                     | FC Myllykosken Pallo -86        |
| Loviisan Riento              | 5:1                     | Liljendal Idrottsklub           |
| Popiniemen Ponnistus         | 1:8                     | Karhulan Peli-Karhut            |
| Tampereen Vihuri             | 0:4                     | Kotkan Työväen Palloilijat      |
| Buta Kotka                   | 1:4                     | Purha Inkeroinen                |
| FC Nurmes                    | 2:8                     | Juuan Palloseura                |
| Tohmajärven Urheilijat       | 1:2                     | FC Tarzan Kuipio                |
| Rantakylän Pelo-Toverit      | 0:1                     | Karelian Pallo                  |
| Tohmajärven Palloseura-90    | 0:1                     | Savonlinnan Työväen Palloseura  |
| Niemisen Urheilijat          | 1:4                     | Outokummun Pallo                |
| Iisalmen Pallo-Veikot        | 03:0 6                  | Sorsakosken Urheilijat          |
| Kuiruveden Palloilijat       | 0:3                     | Siilinjärven Palloseura         |
| Warkauden TP                 | 11:00                   | Koparit Kuopio                  |
| NJS HuruPallo                | 0:7                     | Nilsiän Pallo-Haukat            |
| Warkauden Pallo -35          | 4:1                     | Juankosken Pyrkivä              |
| FC Huki Jyväskylä            | 1:2                     | Äänekosken Huima                |
| Jämsänkosken Ilves           | 4:3                     | Jyväskylän Palloilijat-77       |
| Haapamäen Pallo-Pojat        | 2:9                     | Jyväskylän Pallokerho           |
| Vaajakosken Pallo            | 3:4                     | Kalmarin Nahjus                 |
| Alavuden Peli-Veikot         | 4:2                     | Suolahden Urho                  |
| Vaajakosken Kuohu            | 4:1                     | Keuruun Pallo                   |
| Terjärv Ungdoms SK           | 3:3 n. V. (11:12 i. E.) | Nykarleby IK                    |
| Lapuan Virkiä                | 1:3                     | Vaasan PS                       |
| Vaasan Pallo-Veikot          | 3:6                     | Gamlakarleby BK                 |
| Petalax IK                   | 4:0                     | Oravais IF                      |
| Loimaan Palloseura           | 02:12                   | Lappfjärds BK                   |
| Vasa BK-IFK                  | 3:0                     | Sepsi-78 Seinäjoki              |
| Tohmajärven Urheilijat       | 1:6                     | Kokkolan PS                     |
| Larsmo BK                    | 0:2                     | NoStars Kokkola                 |
| Kannuksen Ura                | 1:5                     | Ykspihlajan Reima               |
| Oulaisten Huima              | 1:3 n. V.               | Raahen Ponnistus                |
| Moisiovaaran PS              | 1:5                     | Kajaanin Haka                   |
| Oulun Pallo-Pojat            | 3:0                     | Pateniemen Vesa                 |
| Iltatähti Oulu               | 2:5                     | Kemin Pallotoverit-85           |
| Kajaanin Jormuan Tarmo       | 10:10                   | Oulun Tarmo                     |
| Oulun Palloseura             | 2:5                     | Kajaanin Palloilijat            |
| Petajäkosken Voima-Veikot    | 0:8                     | Rovaniemen Lappi                |
| Pellon Ponsi                 | 03:11                   | Kontio Kolari                   |
| Tornion Pallo -47            | 2:1 n. V.               | Rovaniemen Reipas               |
| Sodankylän Pallo             | 2:3                     | Isokylän Pallo-Pojat            |
| Tervolan Palloseura          | 3:3 n. V. (6:5 i. E.)   | Kuopion Jalkapallokerho         |
| Kittilän Palloseura          | 3:1                     | Pasmajärven Palloilijat         |
| Rovaniemen Kanuunat          | 2:3 n. V.               | Saarenkylän Nuorisoseura        |

## 2. Runde
|                              | Ergebnis              |                                |
| ---------------------------- | --------------------- | ------------------------------ |
| Karkkilan Urheilijat         | 2:4                   | Lohjan Pallo                   |
| Zenith Myllypuro             | 4:3                   | Puotinkylän Valtti             |
| IF Gnistan                   | 0:3                   | Helsingfors IFK                |
| Laajasalon Palloseura        | 1:4                   | Järvenpään PS                  |
| Helsingin Johanneksen Dynamo | 2:6                   | Vantaan Pallo-70               |
| Puistolan Urheilijat         | 1:4 n. V.             | Suurmetsän Urheilijat          |
| FC Viikingit                 | 1:2                   | Esbo BK                        |
| Leppävaaran Pallo            | 4:2                   | Helsingin Ponnistus            |
| Hyvinkään Palloseura         | 03:0 1                | BK-46 Karis                    |
| PK-35 Helsinki               | 1:0                   | Malmin Palloseura              |
| Malmin Pallo                 | 2:4                   | FC Espoo                       |
| Keravan Pallo-75             | 9:0                   | Porvoon Akilles                |
| Grankulla IFK                | 4:2                   | Tikkurilan PS                  |
| FC Kirkkonummi               | 0:1                   | Helsinki United                |
| Turun Weikot                 | 1:0                   | ÅIFK Turku                     |
| Uotilan Työväen Urheilijat   | 2:0                   | Uudenkaupungin Roima           |
| Turun Nahkakuula-75          | 0:1                   | Euran Pallo                    |
| Someron Voima                | 0:3                   | Toukolan Teräs                 |
| Turun Toverit                | 2:3                   | Rauman Pallo                   |
| Porin Palloilijat            | 03:0 2                | Paimion Haka                   |
| Akaan Pallo                  | 1:3                   | Viialan Peli-Veikot            |
| Ylöjärven Ryhti              | 0:3                   | Soccer Club Blue Bulls         |
| Tampereen Palloilijat        | 1:6                   | Seiskat Lahti                  |
| Orimattilan Pedot            | 0:4                   | Tampereen Kisa-Toverit         |
| Hirsilän Pyrkiä              | 3:6                   | FC Tampere                     |
| Pertunmaan Ponnistajat       | 0:7                   | Toijalan Pallo -49             |
| Iittalan Pallo               | 2:8                   | Tampereen Pallo-Veikot         |
| Liipolan Kisa                | 3:5                   | Nokian Pyry JK                 |
| Riihimäen Palloseura         | 3:1                   | Paltsarit Tampere              |
| Messukylän Toverit           | 03:0 3                | Lahden Työväen Palloilijat     |
| PP-70 Tampere                | 5:0                   | Tervakosken Pato               |
| Sääksjärven Loiske           | 8:0                   | Altair Lahti                   |
| Haminan Pallo-Kissat         | 4:1                   | Loviisan Riento                |
| Kangasniemen Palloilijat     | 01:13                 | Mikkelin Kissat                |
| Savilahden Urheilijat        | 00:3 4                | Savitaipaleen Urheilijat       |
| PEPO Lappeenranta            | 4:3 n. V.             | Purha Inkeroinen               |
| Kotkan Työväen Palloilijat   | 1:1 n. V. (3:4 i. E.) | Karhulan Peli-Karhut           |
| FC Myllykosken Pallo -86     | 1:5                   | Otavan Viesti                  |
| Imatran Pallo-Salamat        | 1:3                   | Loviisan Tor                   |
| Alavuden Peli-Veikot         | 4:7                   | Äänekosken Huima               |
| Vaajakosken Kuohu            | 0:3                   | Jämsänkosken Ilves             |
| Warkauden TP                 | 4:0                   | Siilinjärven Palloseura        |
| Warkauden Pallo -35          | 4:2                   | Karelian Pallo                 |
| Outokummun Pallo             | 2:6                   | Nilsiän Pallo-Haukat           |
| Kalmarin Nahjus              | 01:10                 | Jyväskylän Pallokerho          |
| FC Tarzan Kuipio             | 2:9                   | Iisalmen Pallo-Veikot          |
| Juuan Palloseura             | 2:1 n. V.             | Savonlinnan Työväen Palloseura |
| Raahen Ponnistus             | 3:4                   | NoStars Kokkola                |
| Vasa BK-IFK                  | 6:1                   | Nykarleby IK                   |
| Petalax IK                   | 0:1                   | Kokkolan PS                    |
| Ykspihlajan Reima            | 0:4                   | Gamlakarleby BK                |
| Lappfjärds BK                | 1:5                   | Vaasan PS                      |
| Oulun Pallo-Pojat            | 0:1 n. V.             | Kajaanin Palloilijat           |
| Kajaanin Jormuan Tarmo       | 2:1                   | Kajaanin Haka                  |
| Tervolan Palloseura          | 0:1                   | Tornion Pallo -47              |
| Kittilän Palloseura          | 0:5                   | Isokylän Pallo-Pojat           |
| Kontio Kolari                | 1:0                   | Rovaniemen Lappi               |
| Saarenkylän Nuorisoseura     | 01:15                 | Kemin Pallotoverit-85          |

## 3. Runde
|                        | Ergebnis              |                            |
| ---------------------- | --------------------- | -------------------------- |
| Suurmetsän Urheilijat  | 1:2                   | PK-35 Helsinki             |
| Helsinki United        | 2:3                   | Helsingfors IFK            |
| Esbo BK                | 4:5                   | Vantaan Pallo-70           |
| Hyvinkään Palloseura   | 2:0                   | FC Espoo                   |
| Järvenpään PS          | 1:7                   | Keravan Pallo-75           |
| Zenith Myllypuro       | 0:2                   | Leppävaaran Pallo          |
| Lohjan Pallo           | 3:1                   | Grankulla IFK              |
| Turun Weikot           | 1:2                   | Toukolan Teräs             |
| Porin Palloilijat      | 3:0                   | Uotilan Työväen Urheilijat |
| Euran Pallo            | 0:0 n. V. (4:2 i. E.) | Rauman Pallo               |
| Riihimäen Palloseura   | 2:3                   | Toijalan Pallo -49         |
| Tampereen Kisa-Toverit | 4:7                   | FC Tampere                 |
| Sääksjärven Loiske     | 2:2 n. V. (5:6 i. E.) | Nokian Pyry JK             |
| Messukylän Toverit     | 1:5                   | PP-70 Tampere              |
| Soccer Club Blue Bulls | 2:5                   | Viialan Peli-Veikot        |
| Mikkelin Kissat        | 4:1                   | Otavan Viesti              |
| PEPO Lappeenranta      | 2:1                   | Savitaipaleen Urheilijat   |
| Seiskat Lahti          | 1:5                   | Karhulan Peli-Karhut       |
| Haminan Pallo-Kissat   | 4:1                   | Loviisan Tor               |
| Jämsänkosken Ilves     | 2:3                   | Tampereen Pallo-Veikot     |
| Warkauden Pallo -35    | 10:00                 | Iisalmen Pallo-Veikot      |
| Juuan Palloseura       | 0:2                   | Warkauden TP               |
| Nilsiän Pallo-Haukat   | 6:1                   | Jyväskylän Pallokerho      |
| NoStars Kokkola        | 0:1                   | Vasa BK-IFK                |
| Kokkolan PS            | 0:2                   | Vaasan PS                  |
| Äänekosken Huima       | 4:1                   | Gamlakarleby BK            |
| Isokylän Pallo-Pojat   | 5:1                   | Tornion Pallo -47          |
| Kajaanin Jormuan Tarmo | 1:2 n. V.             | Kajaanin Palloilijat       |
| Kontio Kolari          | 2:5                   | Kemin Pallotoverit-85      |

## 4. Runde
In dieser Runde stiegen nur elf Zweitligisten ein, nachdem im Herbst 1991 die Fußballabteilungen von Zweitligist Oulun Työväen Palloilijat und Erstligist Oulun Luistinseura zum FC Oulu fusionierten.
|                         | Ergebnis  |                        |
| ----------------------- | --------- | ---------------------- |
| Helsingfors IFK         | 1:3       | Kontulan Urheilijat    |
| PK-35 Helsinki          | 0:1       | Leppävaaran Pallo      |
| Hyvinkään Palloseura    | 0:5       | FinnPa Helsinki        |
| Keski-Uudenmaan Pallo 1 | 0:4       | Vantaan Pallo-70       |
| Haminan Pallo-Kissat    | 1:2       | Lohjan Pallo           |
| Toukolan Teräs          | 6:0       | Euran Pallo            |
| Porin Palloilijat       | 0:2       | Pallo-Iirot Rauma      |
| Toijalan Pallo -49      | 0:2 n. V. | Tampereen Pallo-Veikot |
| PP-70 Tampere           | 3:4 n. V. | FC Tampere             |
| Viialan Peli-Veikot     | 0:1       | Nokian Pyry JK         |
| Mikkelin Kissat         | 1:5       | Joutsenon Kullervo     |
| PEPO Lappeenranta       | 00:10     | Myllykosken Pallo -47  |
| Karhulan Peli-Karhut    | 0:3       | Kumu Kuusankoski       |
| Warkauden Pallo 35      | 0:5       | Pallo-Kerho 37         |
| Nilsiän Pallo-Haukat    | 4:1       | Warkauden TP           |
| Vasa BK-IFK             | 1:4       | Vaasan PS              |
| Äänekosken Huima        | 4:8 n. V. | TP-55 Seinäjoki        |
| Kajaanin Palloilijat    | 2:0       | Kokkolan Palloveikot   |
| Isokylän Pallo-Pojat    | 1:4 n. V. | Kemin Pallotoverit-85  |
| Kemin Palloseura        | 4:0       | FC 1991 Oulu           |

## 5. Runde
In dieser Runde stiegen die zwölf Erstligisten ein.
|                        | Ergebnis  |                       |
| ---------------------- | --------- | --------------------- |
| HJK Helsinki           | 1:0       | Ilves Tampere         |
| Pallo-Iirot Rauma      | 3:0       | Kontulan Urheilijat   |
| Leppävaaran Pallo      | 0:1       | Vantaan Pallo-70      |
| Toukolan Teräs         | 0:3       | Kumu Kuusankoski      |
| Nilsiän Pallo-Haukat   | 0:5       | Myllykosken Pallo -47 |
| Joutsenon Kullervo     | 1:2       | Turku PS              |
| Lohjan Pallo           | 1:3       | FinnPa Helsinki       |
| FC Tampere             | 00:11     | FC Kuusysi            |
| Tampereen Pallo-Veikot | 2:3       | FC Jazz Pori          |
| Mikkelin Palloilijat   | 0:1       | Haka Valkeakoski      |
| Nokian Pyry JK         | 2:1 n. V. | Lahden Reipas         |
| Kajaanin Palloilijat   | 0:4       | Kuopion PS            |
| FC Oulu                | 0:3       | Rovaniemi PS          |
| TP-55 Seinäjoki        | 3:0 n. V. | Vaasan PS             |
| Pallo-Kerho 37         | 0:1       | FF Jaro               |
| Kemin Pallotoverit-85  | 0:1       | Kemin Palloseura      |

## 6. Runde
|                  | Ergebnis |                       |
| ---------------- | -------- | --------------------- |
| Rovaniemi PS     | 4:0      | Pallo-Iirot Rauma     |
| Kuopion PS       | 3:0      | FinnPa Helsinki       |
| FC Kuusysi       | 2:1      | FC Jazz Pori          |
| HJK Helsinki     | 4:1      | TP-55 Seinäjoki       |
| FF Jaro          | 8:3      | Kumu Kuusankoski      |
| Turku PS         | 0:2      | Haka Valkeakoski      |
| Vantaan Pallo-70 | 1:3      | Myllykosken Pallo -47 |
| Nokian Pyry JK   | 1:3      | Kemin Palloseura      |

## Viertelfinale
|                  | Ergebnis |                       |
| ---------------- | -------- | --------------------- |
| Kemin Palloseura | 0:1      | FC Kuusysi            |
| Haka Valkeakoski | 0:1      | FF Jaro               |
| Kuopion PS       | 1:2      | HJK Helsinki          |
| Rovaniemi PS     | 0:2      | Myllykosken Pallo -47 |

## Halbfinale
|                       | Ergebnis |              |
| --------------------- | -------- | ------------ |
| FC Kuusysi            | 0:1      | FF Jaro      |
| Myllykosken Pallo -47 | 6:0      | HJK Helsinki |

## Finale
| Paarung               | FF Jaro – Myllykosken Pallo -47 |
| Ergebnis              | 0:2 (0:1) |
| Datum                 | 9. Juli 1992 um 20:00 Uhr (19:00 Uhr MESZ) |
| Stadion               | Olympiastadion, Helsinki |
| Zuschauer             | 9.517 |
| Schiedsrichter        | Rauno Munukka |
| Tore                  | 0:1 Esa Pekonen (36.) 0:2 Jari Litmanen (89.) |
| Myllykosken Pallo -47 | Eingesetzte Spieler: Mihail Birjukov – Sami Hyypiä, Janne Mäkelä, Mika Viljanen, Esa Pekonen, Janne Lindberg, Jari Litmanen, Yrjö Happonen, Mauri Keskitalo, Jukka Turunen, Jukka Koskinen, Toni Huttunen, Tomi Kinnunen, Tomi Pakarinen, Matti Peltonen |